# Billy Moore (Musiker)
Billy Moore (* 17. Dezember 1917 in Parkersburg, West Virginia; † 28. Februar 1989 in Kopenhagen), eigentlich William Moore junior, war ein US-amerikanischer Jazzpianist und Arrangeur.
Moore ist vor allem als Arrangeur für einige bedeutende Swing-Bands der 1930er-Jahre bekannt geworden. Er bot Chick Webb 1937 eine Komposition an, der aber nur an Arrangements interessiert war, was sich Moore daraufhin selbst beibrachte. Er schrieb Arrangements für Jimmy Lunceford (zu dem er auf Vermittlung von Sy Oliver kam) und Charlie Barnet, für Jan Savitt und Tommy Dorsey. Er hatte in den 1940er-Jahren einen eigenen Musikverlag, um die Rechte von Arrangeuren gegenüber Orchesterleitern zu stärken (viele seiner Arrangements liefen unter den Namen der Orchesterleiter), gab aber desillusioniert auf und zog Anfang der 1950er-Jahre nach Dänemark, wo er fortan blieb. Er arrangierte für französische Bands, begleitete die Peters Sisters in den 1953 bis 1960 in Europa, arrangierte 1960 bis 1963 beim Berliner Rundfunk und ging mit den Delta Rhythm Boys 1964 bis 1966 auf Tour. Später arbeitete er in Kopenhagen als Verwalter der Ben Webster Stiftung.
Er machte Aufnahmen mit Lunceford, Barney Bigard und Charlie Barnet.

## Lexikalische Einträge
- Carlo Bohländer, Karl Heinz Holler, Christian Pfarr: Reclams Jazzführer. 3., neubearbeitete und erweiterte Auflage. Reclam, Stuttgart 1989, ISBN 3-15-010355-X.
- Jürgen Wölfer: Jazz in Deutschland. Das Lexikon. Alle Musiker und Plattenfirmen von 1920 bis heute. Hannibal, Höfen 2008, ISBN 978-3-85445-274-4.